# The Beast Reawakens
The Beast Reawakens är en bok författad av den grävande journalisten en:Martin A. Lee, publicerad 1997, och handlar om den gamla fascismens överlevnad och fascismens pånyttfödelse. Boken ägnar en särskild uppmärksamhet mot ODESSA handlingar under Kalla kriget, internationella fascistiska nätverk och politiska inbrytningar i den traditionella högerns sfär.
The Beast Reawakens som publicerades 1997 har vid senare utgåva givits underrubriken Fascism's Resurgence from Hitler's Spymasters to Today's Neo-Nazi Groups and Right-Wing Extremists, och inleds med citat från T. E. Lawrences Seven Pillars of Wisdom.

## The Beast Reawakens
- Lee, Martin A. (1997) (på engelska). The Beast Reawakens. Brown and Company. sid. 546. Libris 4812603. ISBN 0-316-51959-6